# Primula
- Commons
- Wikispecies

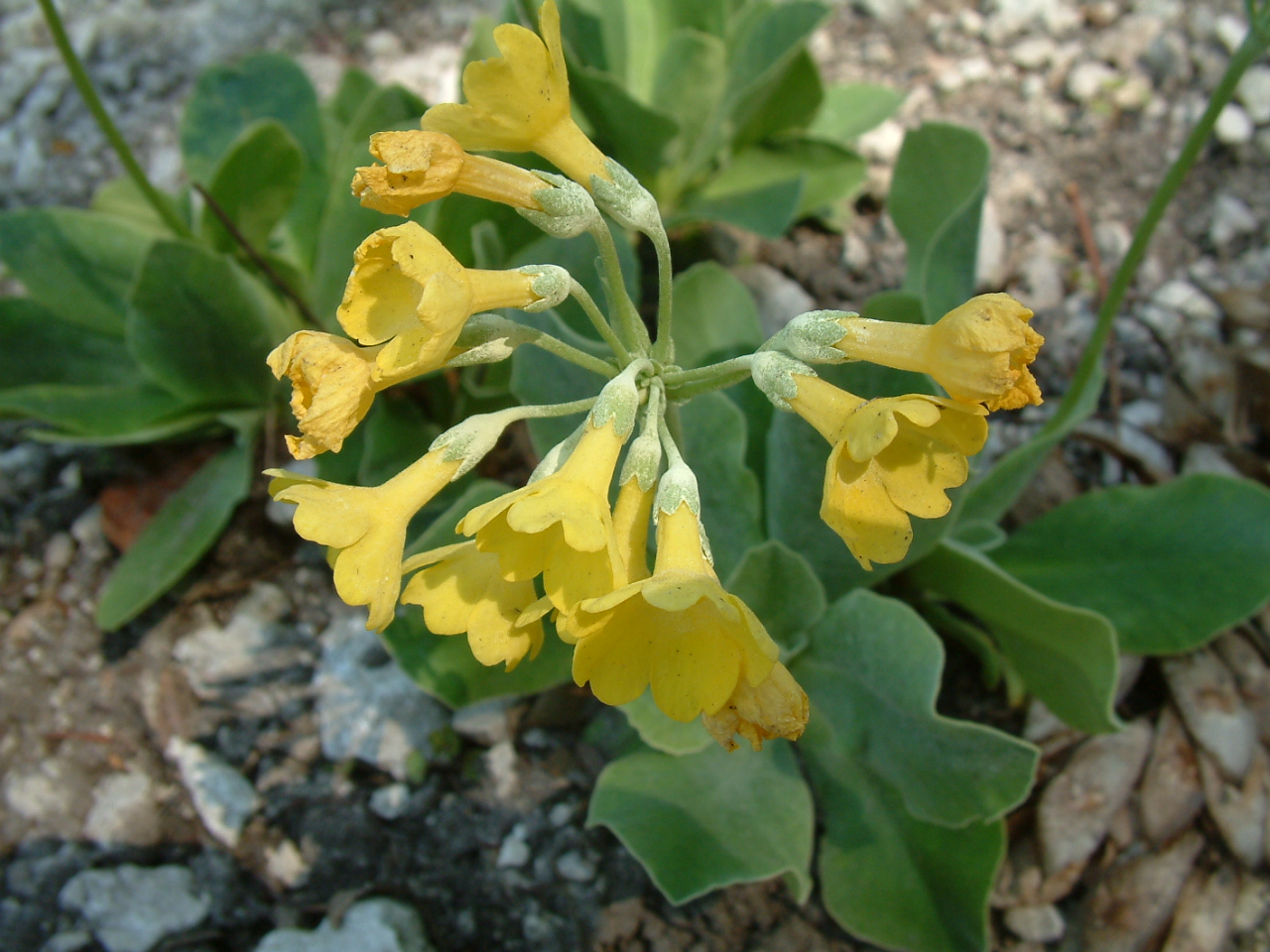
Primula auricula

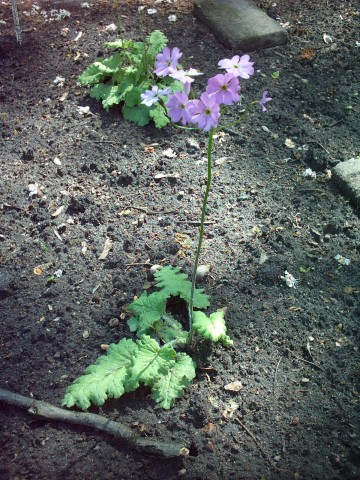
Primula sieboldii

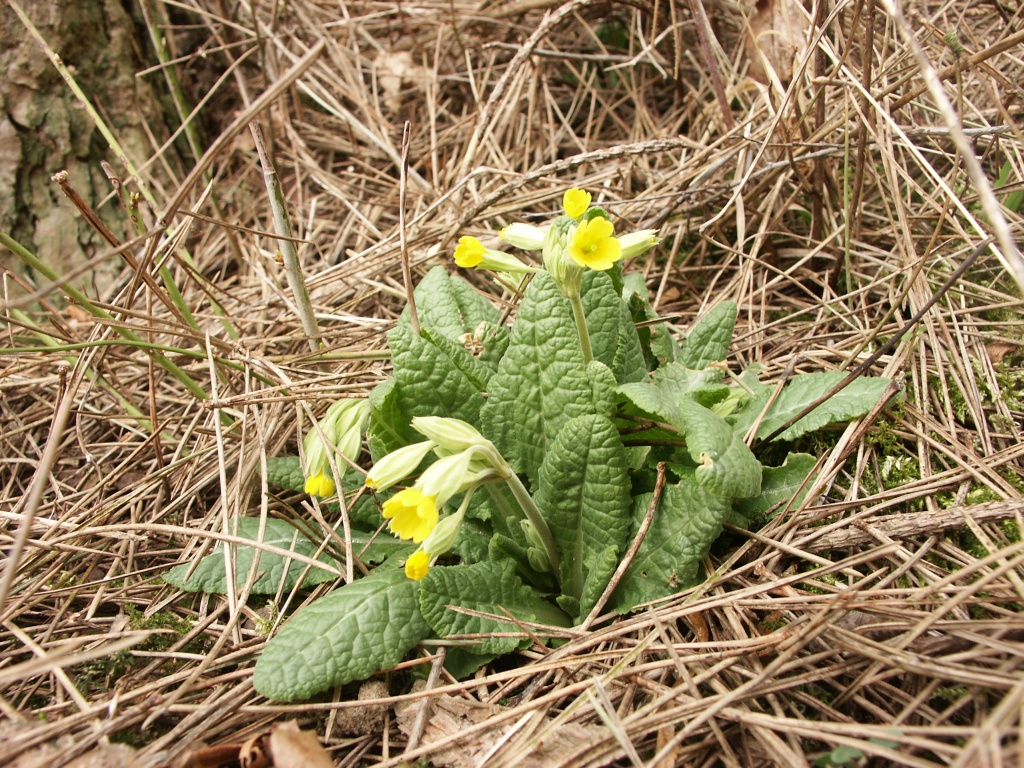
Primula veris

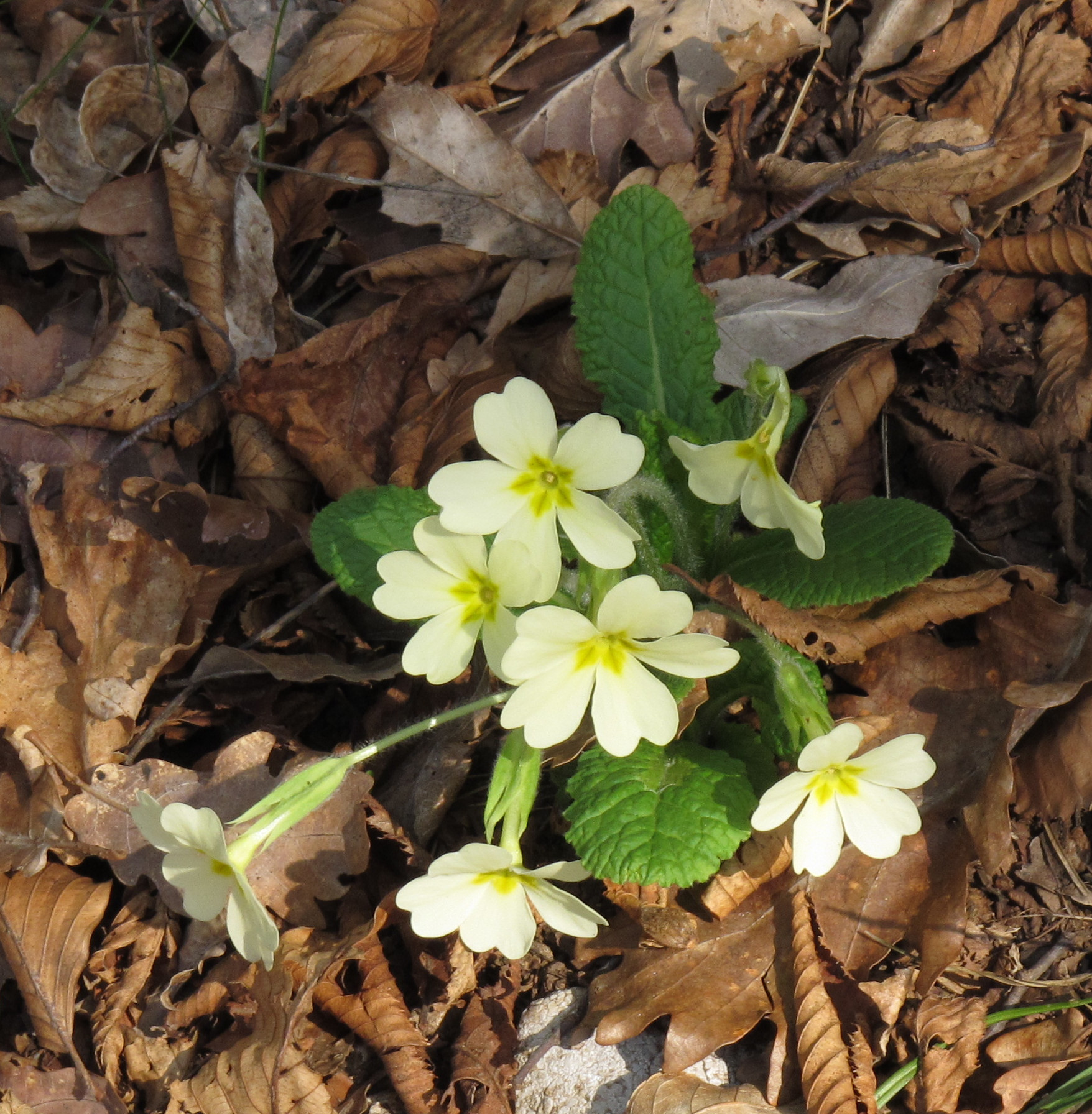
Primula vulgaris

Primula L. é um género botânico constituído por 400 a 500 espécies, da família Primulaceae. Muitas destas espécies são cultivadas para uso das suas flores como ornamento, sendo conhecidas vulgarmente por «prímulas». É muito encontrada principalmente na América do Norte.
Destas espécies é extraído o óleo de prímula rico em ácidos graxos poli-insaturados e gorduras boas que podem trazer muitos benefícios para a saúde. Dentre estes benefícios, destacam-se principalmente:
- Função anti-inflamatória;
- Ajuda a fortalecer o sistema imunológico;
- Deixa a pele com aparência mais saudável;
- Auxilia na amenização dos sintomas da TPM (cólicas, dor nos seios, entre outros);
- Ajuda nas funções hepáticas;
- Auxilia no controle emocional.

## Sinonímia
| - Aretia Link - Cortusa L. - Dionysia Fenzl | - Dodecatheon L. - Omphalogramma (Franch.) Franch. - Sredinskya (Stein) Fed. |

## Espécies
| - Primula algida - Primula allionii - Primula alpicola - Primula amoena - Primula angustifolia - Primula anisodora - Primula appenina - Primula atrodentata - Primula aurantiaca - Primula aureata - Primula auricula - Primula auriculata - Primula beesiana - Primula bellidifolia - Primula boothii - Primula bracteosa - Primula bulleyana - Primula burmanica - Primula calderiana - Primula capitata - Primula capitellata - Primula carniolica - Primula cawdoriana - Primula chionantha - Primula chungensis - Primula clarkei - Primula clusiana - Primula cockburniana - Primula concholoba - Primula cortusoides - Primula cuneifolia - Primula cusickiana - Primula daonensis - Primula darialica - Primula denticulata - Primula deorum - Primula deuteronana - Primula edgeworthii - Primula elatior - Primula ellisiae - Primula erythrocarpa - Primula farinosa - Primula fedschenkoi - Primula firmipes - Primula flaccida - Primula floribunda - Primula florindae | - Primula forrestii - Primula frondosa - Primula gambeliana - Primula geraniifolia - Primula glaucescens - Primula glomerata - Primula glutinosa - Primula gracillipes - Primula griffithii - Primula halleri - Primula heucherifolia - Primula hirsuta - Primula hyacinthina - Primula ianthina - Primula incana - Primula integrifolia - Primula involucrata - Primula ioessa - Primula irregularis - Primula japonica - Primula jesoana - Primula juliae - Primula kisoana - Primula kitaibeliana - Primula latifolia - Primula lutea - Primula luteola - Primula macrophylla - Primula magellanica - Primula malacoides - Primula marginata - Primula megaseifolia - Primula melanops - Primula minima - Primula mistassinica - Primula modesta - Primula mollis - Primula muscarioides - Primula nipponica - Primula nivalis - Primula nutans - Primula obconica - Primula palinuri - Primula parryi - Primula pedemontana - Primula petiolaris - Primula poissonii | - Primula polyneura - Primula prolifera - Primula pulverulenta - Primula redolens - Primula reidii - Primula reinii - Primula renifolia - Primula reptans - Primula reticulata - Primula rosea - Primula roxburghii - Primula rusbyi - Primula sapphirina - Primula saxatilis - Primula scandinavica - Primula scapigera - Primula scotica - Primula secundiflora - Primula serratifolia - Primula sibirica - Primula sieboldii - Primula sikkimensis - Primula sinensis - Primula sinopurpurea - Primula soldanelloides - Primula sonchifolia - Primula spectabilis - Primula specuicola - Primula suffrutescens - Primula takedana - Primula tanneri - Primula tibetica - Primula tschuktschorum - Primula tyrolensis - Primula veris - Primula verticillata - Primula vialii - Primula villosa - Primula vulgaris - Primula waltonii - Primula warshenewskiana - Primula whitei - Primula wilsonii - Primula wollastonii - Primula wulfeniana - Primula yuparensis |

- Lista completa

## Classificação do gênero
| Sistema | Classificação                      | Referência               |
| ------- | ---------------------------------- | ------------------------ |
| Linné   | Classe Pentandria, ordem Monogynia | Species plantarum (1753) |